# J·馬里恩·西姆斯
詹姆斯·馬里恩·西姆斯（英語：James Marion Sims，1813年1月25日—1883年11月13日）是一名美國外科醫生。他最著名的工作是開發了一種修復膀胱陰道瘻的手術技術，這是難產的一種嚴重併發症。他也因發明西姆斯陰道窺器、西姆斯乙狀結腸導管和西姆斯體位而聞名於世。在遭到強烈反對的情況下，他在紐約建立了第一家專門為婦女服務的醫院。由於他堅持治療癌症病人，他被迫離開自己創建的醫院；他在創建美國第一家癌症醫院的過程中發揮了微薄的作用，該醫院在他去世後開業。
西姆斯是美國最著名、最受尊敬的醫生之一。1876年，他被選為美國醫學會主席。他是最早在歐洲成名的美國醫生之一。他曾公開誇耀自己是美國第二富有的醫生。
然而，正如醫學倫理學家巴倫·H·勒納所說，「在醫學史上，很難找到比他更具爭議性的人。」。1894年，在紐約市布萊恩特公園為他樹立了一座雕像，這是美國第一座紀念醫生的雕像，但於2018年被拆除。
西姆斯是如何發展自己的外科技術的，這引發了一些醫學倫理問題。他在沒有麻醉的情況下為被奴役的黑人婦女進行手術（這些婦女和囚犯一樣，因為無法拒絕，所以無法表示有意義的同意）。在20世紀，這種做法被譴責為不當使用人體實驗對象，西姆斯被描述為「以犧牲弱勢人群為代價取得醫學進步」的典型例子。醫生兼人類學家L·路易斯·沃爾（L. Lewis Wall）和其他醫學史學家為西姆斯的做法辯護，認為這符合他所處的時代的美國。西姆斯認為，被奴役的黑人婦女是「自願的」，她們沒有更好的選擇。
西姆斯是一位多產作家，他發表的醫學實驗報告以及他本人長達471頁的自傳（在他去世後的一次演講中作了總結）是了解他及其職業生涯的主要資料來源。在20世紀末和21世紀初，他的正面自我介紹不斷被修改。